# Kouřimský kropenáč

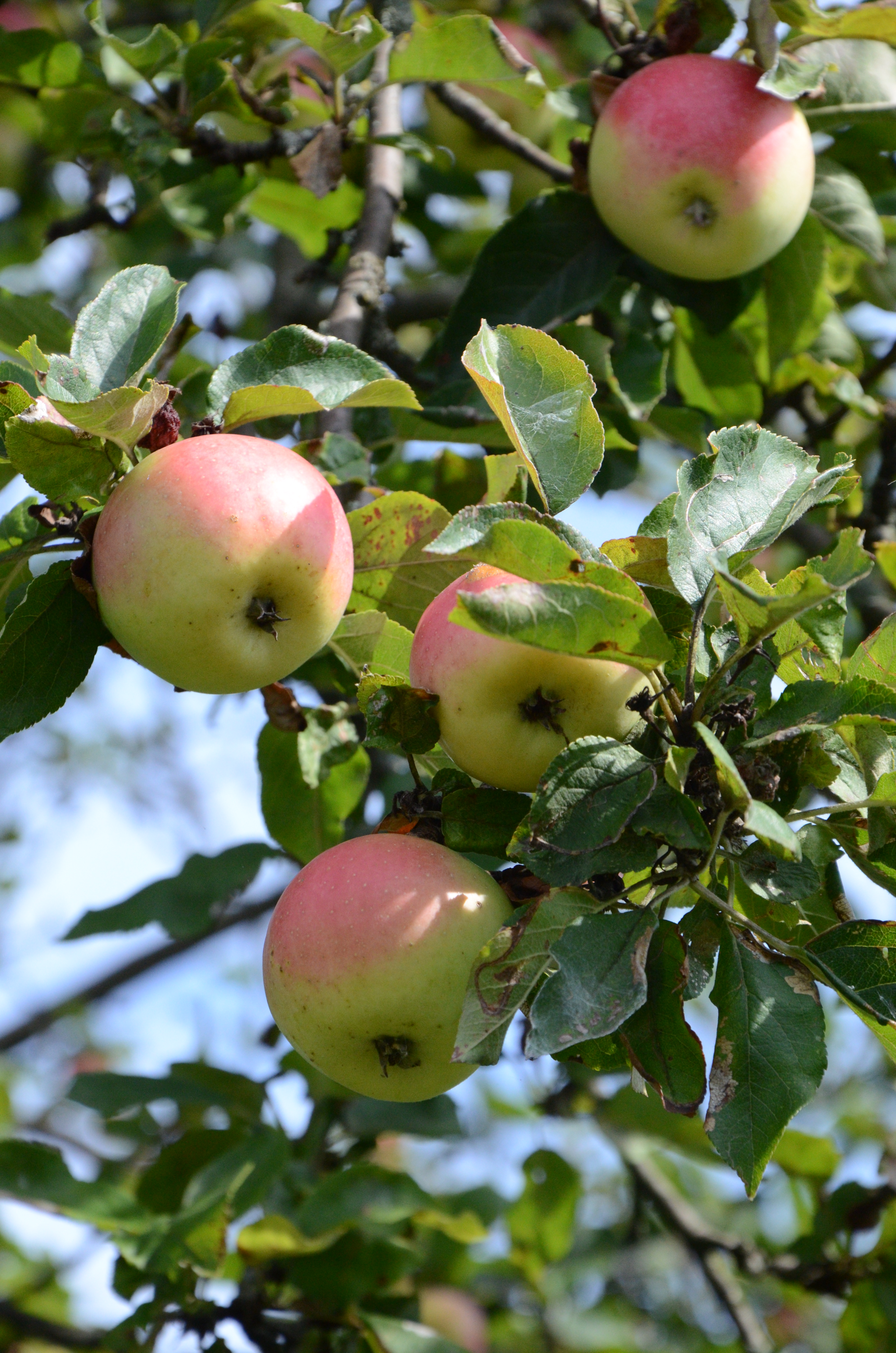
Kouřimský kropenáč, plody v průběhu zrání

Kouřimský kropenáč je odrůda jabloní vyšlechtěná patrně na začátku 20. století ve školkách Jaroslava Veselého v Molitorově u Kouřimi.

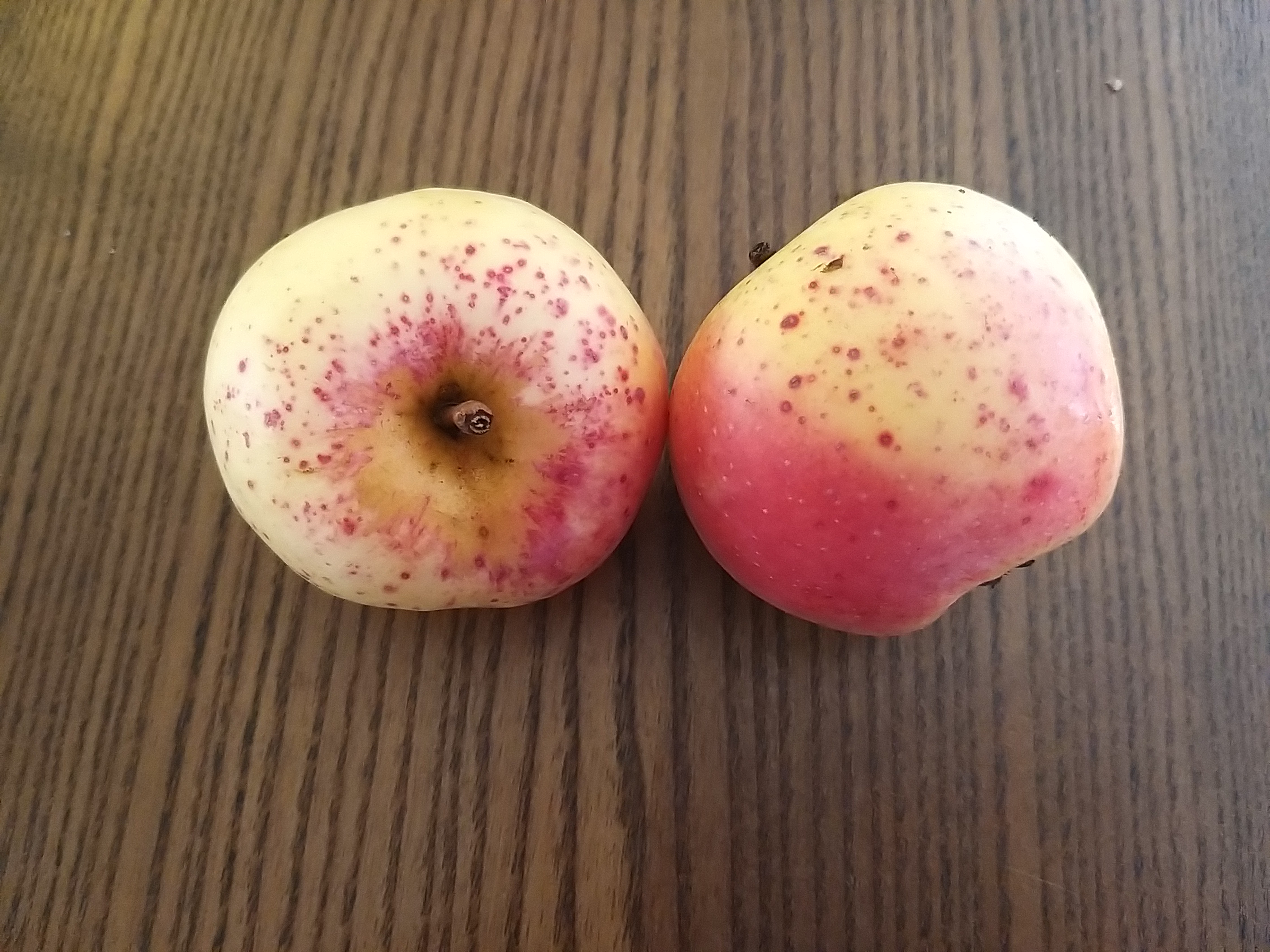
Kouřimský kropenáč, charakteristické kropenatění mírně přezrálých plodů

Plod má žlutozelenou barvu s růžovým líčkem a výraznými lenticelami. Ty se po dozrání zvětšují a mění v červené flíčky vytvářející charakteristickou "kropenatost". Dužina je čistě bílá, šťavnatá, výrazně navinulá.
Jedná se o dnes již téměř ztracenou odrůdu, vyskytující se v genofondu Výzkumného a šlechtitelského ústavu ovocnářského v Holovousích, odkud byla přenesena do skanzenu v Kouřimi.  Původní strom dodaný v roce 1936 ze závodu v Molitorově stále roste ve Vinterově zahradě.